# Caprines Arthritis-Enzephalitis-Virus
Das Caprine Arthritis-Enzephalitis-Virus (CAEV) der Ziegen ist ein Retrovirus der Gattung der Lentiviren.
Das CAE-Virus bedingt eine langsam ablaufende chronische Infektionskrankheit bei Ziegen, die Caprine Arthritis-Enzephalitis. Das CAE-Virus ist mit dem Maedi-Visna-Virus (MVV) der Schafe nahe verwandt. Beide Viren besitzen ein gemeinsames Gruppenantigen. Die Inkubationszeit kann mehrere Jahre betragen. Nur etwa 30 % der infizierten Ziegen zeigen schließlich klinische Symptome.
Ähnlich wie beim MVV kann die Übertragung des CAE-Virus durch Milch erfolgen, aber auch durch infizierte und virushaltige Sekrete der betroffenen Tiere. Eine Übertragung durch Tröpfcheninfektion ist ebenfalls möglich.